# Begonia froebelii
Espèce
Statut de conservation UICN

 NT  : Quasi menacé
Le Bégonia de Frœbel, (Begonia froebelii A.DC.) est une espèce de plantes de la famille des Begoniaceae. Ce bégonia est originaire d'Équateur. L'espèce fait partie de la section Eupetalum. Elle a été décrite en 1874 par Alphonse Pyrame de Candolle (1806-1893). L'épithète spécifique est un hommage aux Frœbel, horticulteurs à Zurich.

## Répartition géographique
Cette espèce est originaire du pays suivant : Équateur.